# USol K2B
El USol K2B es un vehículo aéreo no tripulado (UAS) desarrollado por la empresa española Unmanned Solutions S.L y constituye la cuarta generación de UAS diseñados por esta empresa. Con un peso máximo al despegue de 100kg, tiene una carga útil de 45 kg, lo que permite transportar el combustible y los equipos necesarios para acometer la mayor parte de las aplicaciones previstas para los aviones no tripulados en el mercado civil y de seguridad, con una autonomía superior a 12 horas.
El 11 de noviembre de 2011, en Marugán, Segovia (España), el USol K2B6 realizó el primer vuelo con un sistema de inyección electrónica, propiedad exclusiva de Unmanned Solutions siendo el primero de esta tecnología que se lleva a cabo en España.

## Especificaciones técnicas
Referencia datos: 

### Características generales
- Tripulación: 2 (un piloto y un operador de equipos)
- Envergadura: 6,12 m
- Peso útil: 45 kg
- Peso máximo al despegue: 100 kg
- Planta motriz: 1×  .

### Rendimiento
- Velocidad máxima operativa (Vno): 177 Km/h
- Velocidad crucero (Vc):  54 Km/h
- Alcance:  15 h
- Techo de vuelo: 6.600 m

### Listas relacionadas
- Anexo:Vehículos aéreos no tripulados